# Alexander Diaz Rodriguez
Alexander (Alex) Diaz Rodriguez (Brugge, 19 februari 1979) is een Belgische atleet, die vooral actief is op de middellange en lange afstand.

## Loopbaan
Zijn beste prestaties leverde Diaz Rodriguez in 2010, toen hij de bronzen medaille veroverde op 10.000 m tijdens de Belgische kampioenschappen, en in 2011 door de eindwinst te behalen in de Partena Run Classics Vlaanderen.
Diaz Rodriguez is aangesloten bij AC Beverhout.

## Persoonlijke records
| Onderdeel      | Prestatie | Datum            | Plaats    |
| -------------- | --------- | ---------------- | --------- |
| 3000 m steeple | 9.46,42   | 24 juli 2004     | Herentals |
| 5000 m         | 14.55,80  | 31 augustus 2008 | Waregem   |
| 10.000 m       | 30.31,63  | 4 juli 2007      | Duffel    |
| marathon       | 2:25.20   | 15 oktober 2017  | Brugge    |

## Palmares

### 10.000 m
- 2010:  BK AC - 30.32,10

### halve marathon
- 2011:  halve marathon van Brussel - 1:08.36

### marathon
- 2017:  Great Bruges Marathon - 2:25.20

### overig
- 2010: 4e Dwars door Brugge (14,5 km) - 43.38
- 2011:  Dwars door Brugge (15 km) - 44-49
- 2011:  Run Classics Vlaanderen - 95 pnt.
- 2012:  Dwars door Brugge (15 km) - 43.54
- 2012:  Run Classics Vlaanderen - 95 pnt.
- 2013:  Dwars door Brugge (14,5 km) - 45.39
- 2015:  Dwars door Brugge (15 km) - 45.48
- 2017:  Damme - Brugge - Damme (10 km) - 30.21
- 2018:  Damme - Brugge - Damme (10 km) - 32.27
- 2019:  Fintro Knokke 10K (10 km) - 29.39